# 旺代省

旺代省（法語：Vendée，法語發音：[vɑ̃de] ⓘ）是法國卢瓦尔河地区大区所轄的省份，得名于旺代河。該省編號為85。省会是永河畔拉罗什，还有两个副省会是丰特奈勒孔特和莱萨布勒多洛讷。   

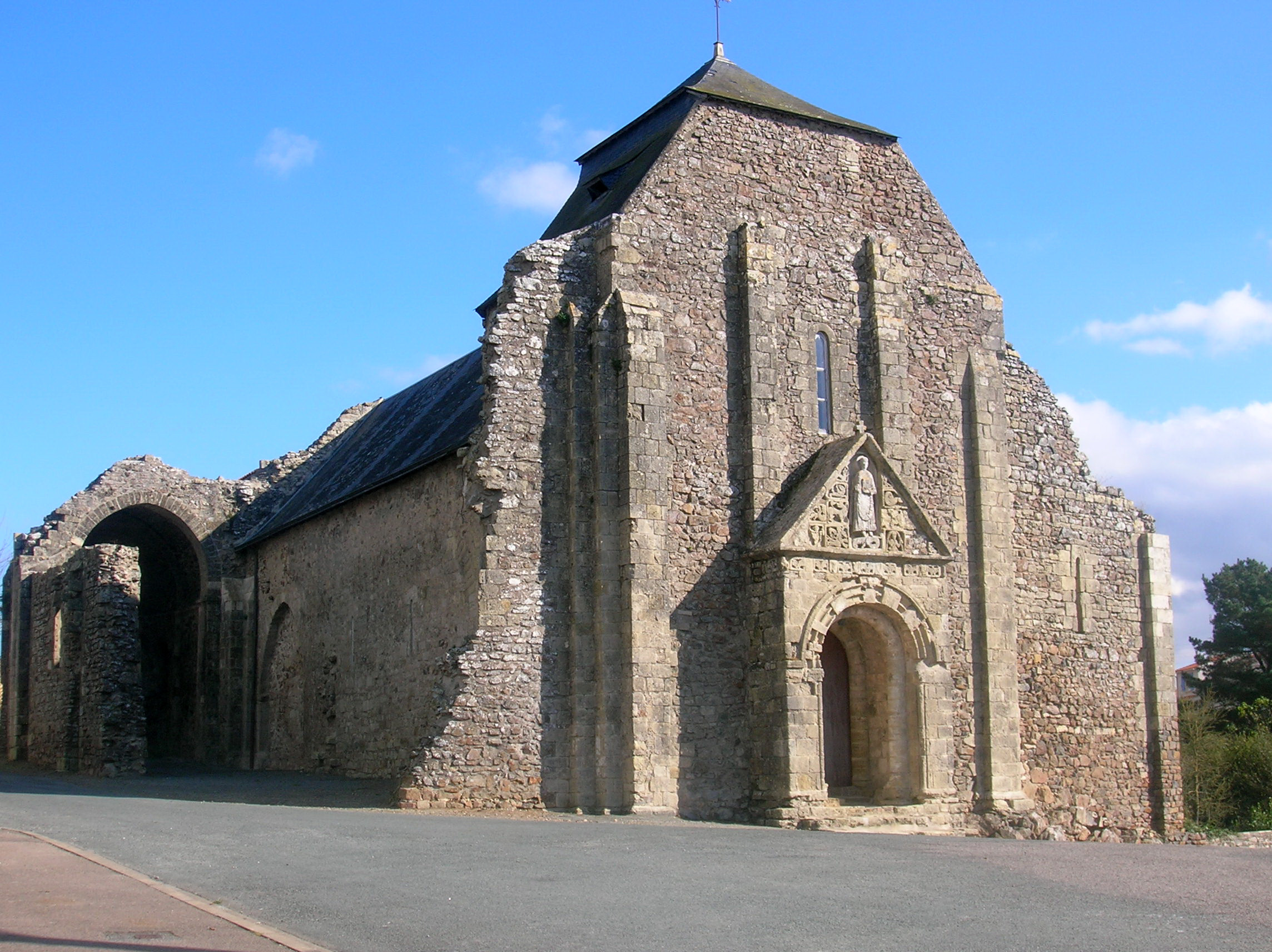
海滨不莱梅圣尼古拉教堂